# Frank T
Franklin Tshimini Nsombolay, (Kinshasa, 10 de abril de 1973), conegut amb el nom artístic de Frank T, es un raper espanyol.

## Biografia
Nascut el 10 d'abril de 1973 a Kinshasa (Zaire, actual República Democràtica del Congo), va emigrar a Espanya a l'edat de 2 anys. És el germà major dels rapers Kultama, Sr. T.Ceei Shogun XL.
El seu pare va treballar com a traductor a Zaire, actual República Democràtica de Congo, en el mític combat entre Muhammad Ali contra George Foreman. Li van proposar treballar als Estats Units, però havia de viatjar pel seu propi compte. Tota la família de Frank T va viatjar a Espanya per a des d'allí viatjar al seu destí als Estats Units, però mai van rebre el visat i finalment es van instal·lar a Madrid.

### Carrera professional
Als finals dels anys vuitanta va començar a escriure les seves primeres lletres de rap, tenint com a única referència els grups de hip hop procedents dels Estats Units, per la qual cosa, les seves primeres cançons combinaven el castellà i l'anglès. Algunes d'aquestes lletres van formar part de la primera maqueta del seu grup Top Produccions.
Juntament amb altres rapers (Jota Majúscula, Kamikaze MC, El Meswy, PacoKing i Supernafamacho) de la perifèria de Madrid va fundar el grup El Club de los Poetas Violentos, amb el qual va gravar en 1994 Madrid Zona Bruta, àlbum que va tenir una influència decisiva en la consolidació del rap en espanyol. Per a alguns crítics, entre ells, el mateix Frank T, aquest va ser «el primer disc de rap que es va realitzar de debò a Espanya.
Posteriorment va abandonar el grup per a continuar la seva carrera en solitari. En el primer disc d'aquesta nova etapa, Konfusional (1996) (el qual va tenir una reedició amb noves bases musicals). Dos anys després va llençar Los pájaros no pueden vivir en el agua porque no son peces (1998), el seu segon àlbum. Les lletres les va escriure treballant en Cedasa.
Més endavant vindrien: Frankattack (1999), 90 kilos (2001) i Sonrían por favor (2006). Així mateix, l'any 2010 treu al mercat un nou disc, titulat Soy una tostadora. En aquest últim treball es percep una clara influència en les instrumentals de la música electro i especialment de la old school.
Cal destacar a més la seva participació com a locutor en El rimadero junto a Jota Mayúscula, el programa radiofònic sobre hip hop de Ràdio 3 (pertanyent a Radiotelevisió Espanyola). Aquest treball li va permetre entrar en contacte amb nombrosos professionals i principiants de l'hip hop espanyol.
L'any 2004, Frank T va tornar a presentar un programa de ràdio, de nom La cuarta parte, on fins a setembre de 2008 es podia escoltar a part de rap, R&B, funk o soul, ara el programa està especialitzat exclusivament a la música rap. Durant els primers mesos del programa va estar com a col·laborador El Langui, un dels components del grup de rap La Excepción, també va participar Miguel Sutil, periodista, DJ i expert en música funky.
Les seves col·laboracions no es van remetre només a l'àmbit de la ràdio, sinó també al periodístic, perquè va estar diversos mesos col·laborant en el diari 20 minutos amb una secció anomenada Hip-hop por escrito. Els seus articles eren opinions polítiques i socials expressades poèticament, però finalment per falta de temps va abandonar aquest projecte.
També ha estat productor de diversos grups com SFDK, Zénit, Shuga Wuga, El Chojin, La Excepción, Arianna Puello, Guerra, Arts o Shogun XL.
Actualment presenta La cuarta parte en Radio 3 i forma part del podcast No hay negros en el Tíbet en Podium Podcast.

## Discografia

### Amb el grup El Club de los Poetas Violentos
- Maqueta (Maqueta) (1993)
- Madrid zona bruta (Yo gano, 1994)

### En solitari
- Konfusional (Yo Gano, 1996)
- Los pájaros no pueden vivir en el agua porque no son peces (Zona Bruta, 1998)
- La gran obra maestra (Zona Bruta, 1998)
- Frankattack (Zona Bruta, 1999)
- 90 kilos (Zona Bruta, 2001)
- Sonrían por favor (Zona Bruta, 2006)
- Frank t Presenta (Universal Music, 2008)
- Soy una tostadora (Zona Bruta, 2010)
- Los negros también iremos a la luna (Warner Music) (2016)
- Arroz (Zona Bruta, Warner Music, 2021)